# 普利亚纳斯
普利亚纳斯，是西班牙安达卢西亚自治区格拉纳达省的一个市镇。总面积6平方公里，
2001年普查人口總數為4437人，人口密度為每平方公里740人。